# Behind the Mask (Fleetwood Mac)
Behind the Mask è il quindicesimo album dei Fleetwood Mac, uscito nel 1990. Il disco presenta i chitarristi Rick Vito e Billy Burnette, entrati nei Fleetwood Mac dopo la partenza, nel 1987, di Lindsey Buckingham. 

## Formazione
- Billy Burnette - voce e chitarra
- Rick Vito - voce e chitarra solista
- Mick Fleetwood - batteria e percussioni
- John McVie - basso
- Stevie Nicks - voce
- Christine McVie - voce e tastiera

con
- Lindsey Buckingham - chitarra acustica nella title track
- Asantè - percussioni in "Freedom"

## Tracce
1. Skies the Limit (Christine McVie, Eddy Quintela) – 3:45
2. Love Is Dangerous (Stevie Nicks, Rick Vito) – 3:18
3. In the Back of My Mind (Billy Burnette, Malloy) – 7:02
4. Do You Know (C.McVie, Burnette) – 4:19
5. Save Me (C.McVie, Quintela) – 4:15
6. Affairs of the Heart (Nicks) – 4:22
7. When the Sun Goes Down (Burnette, Vito) – 3:18
8. Behind the Mask (McVie) – 4:18
9. Stand on the Rock (Vito) – 3:59
10. Hard Feelings (Burnette, Silbar) – 4:54
11. Freedom (Nicks, Mike Campbell) – 4:12
12. When It Comes to Love (Burnette, Simon Climie, Morgan) – 4:08
13. The Second Time (Nicks, Vito) – 2:31